# Jenna Haze
Jenna Haze, född Jennifer Corrales, född 22 februari 1982 i Fullerton i Kalifornien, är en amerikansk modell, regissör och före detta porrskådespelerska.
Hon har sedan 2001 medverkat i över 500 filmer, bland annat tillsammans med Ashton Moore, Layla Rivera, Ashley Blue, Catalina, Hillary Scott, Kirsten Price och Taylor Rain.
Hon har också en cameo i actionfilmen Crank: High Voltage.
Den 7 februari 2012 meddelade Jenna (Jennifer) att hon slutar som porrskådespelare efter 10 år i branschen. Hon ska dock fortsätta regissera filmer.